# Čou Kuan-jü
Čou Kuan-jü, čínsky pchin-jinem Zhōu Guànyǔ, znaky 周冠宇 (* 30. května 1999 Šanghaj), je čínský automobilový závodník, první čínský pilot ve Formuli 1, kde působil v letech 2022–2024.
V motokárách začal závodit v 8 letech a v roce 2012 se přestěhoval do Sheffieldu, aby mohl závodit na mezinárodní úrovni. Do juniorské formule vstoupil v roce 2014 a v roce 2015 skončil druhý v italské Formuli 4. Po třech sezónách v evropské Formuli 3 se v roce 2019 přesunul do Formule 2, kde do roku 2021 závodil za tým Virtuosi, se kterým v poslední sezóně získal třetí místo.
V letech 2014 až 2018 byl členem jezdecké akademie Ferrari, během roku 2018 byl vývojovým jezdcem týmu Formule E DS Techeetah. V letech 2019–2021 byl členem akademie týmu Alpine a v sezónách 2020 a 2021 byl testovacím jezdcem týmu.
Pro rok 2022 podepsal smlouvu s týmem Alfa Romeo, jeho týmovým kolegou byl Valtteri Bottas. Své první body v kariéře získal v Grand Prix Bahrajnu 2022. Z týmu, který se v roce 2024 přejmenoval na Sauber, na konci sezóny odešel.
Celkem ve Formuli 1 zajel 2 nejrychlejší kola a získal 16 mistrovských bodů.

## Kariéra

### Motokáry
V 8 let začal jezdit na motokárách. V roce 2012 se přestěhoval do britského Sheffieldu, aby mohl lépe rozvíjet svou kariéru. V roce 2013 závodil v týmu Strawberry Racing se sídlem v Sheffieldu a vyhrál Super 1 National Rotax Max Junior Championship i Rotax Max Euro Challenge. Ve svém poslední sezoně v motokárách skončil na 2. místě v Rotax Max Senior Euro Challenge a zúčastnil se vybraných kol WSK Champions Cup a KF2 European Championship. Poprvé se také objevil v mistrovství světa motokár, kde jezdil za tým Ricky Flynn Motorsport po boku Landa Norrise a Jehana Daruvaly.

### Formule 4
Čou se stal jezdcem týmu Prema Powerteam pro italský šampionát F4 2015. Ve druhém podniku sezóny v Monze dokázal vyhrát všechny tři závody a mezi prvními třemi se pravidelně umisťoval i v dalších závodech. Sezónu ukončil jako vicemistr šampionátu a nejlepší nováček, když porazil například Roberta Švarcmana nebo Davida Beckmanna. Zúčastnil se také vybraných podniků německého šampionátu ADAC F4 a dosáhl dvou umístění na stupních vítězů ve Spielbergu a Spa.

### Mistrovství Evropy FIA Formule 3
V roce 2016 se Čou přesunul do Formule 3. Po úspěšných úvodních závodech sezóny na Paul Ricardu a Hungaroringu, kde získal 2x stupně vítězů, se během 2. poloviny sezóny vícekrát neprosadil a ve své první sezóně skončil na 13. místě. V roce 2017, opět v barvách Premy, se zlepšil a dosáhl na celkové 8. místo v poháru jezdců s 5 umístěními na stupních vítězů. V šampionátu zůstal i v roce 2018. Po prvním vítězství v kariéře v Pau, pódiu na Hungaroringu a třech po sobě jdoucích umístěních na stupních vítězů v Zandvoortu jej ale čekala slabší část sezóny. Navzdory silnému kvalifikačnímu tempu ve Spa a Silverstone musel 4krát po sobě odstoupit kvůli kolizím s týmovými kolegy nebo defektům. Čou vyhrál svůj druhý závod F3 v Hockenheimu a celkově se klasifikoval na 8. místě, se 3 pole position a 2 vítězstvími.

### FIA Formule 2

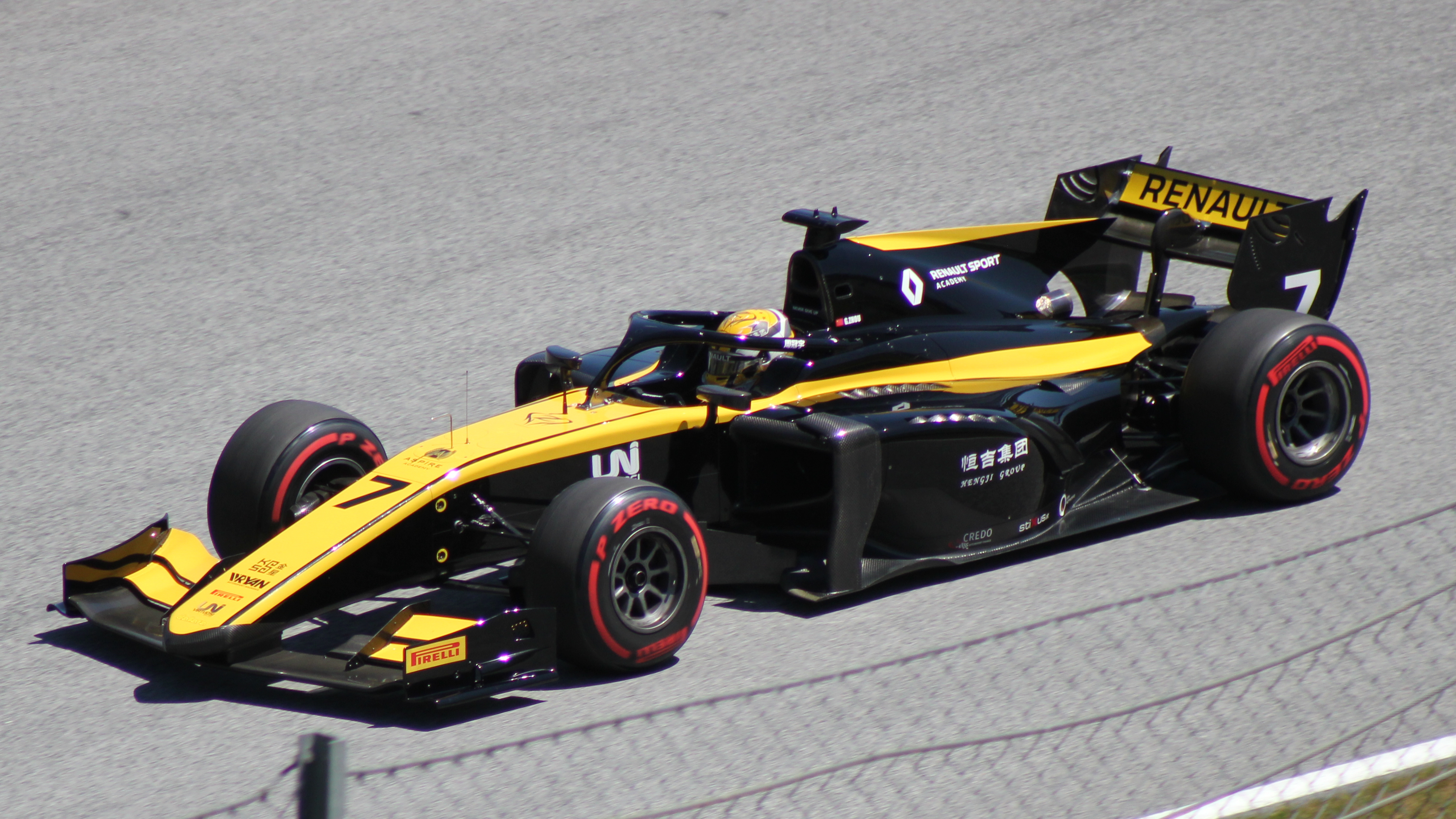
Čou ve voze F2 v Rakousku 2019

V prosinci 2018 se Čou připojil k týmu UNI-Virtuosi Racing spolu s Lucou Ghiottem v rámci Formule 2 pro sezonu 2019. První stupně vítězů získal v Barceloně po silné kvalifikaci a většinu závodu vedl, než se propadl na třetí místo kvůli degradaci pneumatik. Následně dosáhl dalšího 3. místa ve sprintu v Monaku, když na startu předjel Arťoma Markelova. V Silverstone získal své první pole position ve Formuli 2 a stal se tak prvním čínským jezdcem, kterému se to podařilo. Později si také připsal třetí místo ve sprintu na Paul Ricardu. V Silverstone se propadl za svého týmového kolegu a vítěze závodu Nicholase Latifiho. V Abú Zabí také skončil třetí s nejrychlejším kolem v 1. závodě. Ročník dokončil jako sedmý nejlepší, navíc získal jako nejvýše umístěný nováček cenu Anthoine Huberta.
Čou zůstal v UNI-Virtuosi i pro sezónu 2020, jeho týmovým kolegou byl člen akademie Ferrari Callum Ilott. Čou získal svou druhou pole position Formule 2 v úvodním závodě na Red Bull Ringu. Jeho vůz však měl problémy s elektronikou, což způsobilo, že se propadl až na 17. místo. Později během sezóny vyhrál svůj první závod Formule 2 v Soči poté, co Jack Aitken a Ghiotto havarovali v 5. kole závodu ve sprintu, což způsobilo předčasný konec závodu. Během sezóny dosáhl Čou 6 umístění na stupních vítězů a skončil šestý v šampionátu, o jedno místo výše než ve své nováčkovské sezóně ve Formuli 2.
V roce 2021 ve své třetí sezóně v šampionátu opět pokračoval ve spolupráci s týmem UNI-Virtuosi, tentokrát byl jeho týmovým kolegou Felipe Drugovich. V úvodním podniku v Bahrajnu získal pole position a nakonec i své první vítězství v hlavním závodě Formule 2. Poté vyhrál ještě první sprint v Monaku a získal stupně vítězů v Baku. Po čtyřech závodech bez bodů se prosadil až v Británii, kde ovládl hlavní závod, mezi prvními třemi byl dvakrát i v Monze. V Abú Zabí vyhrál druhý sprint a jako druhý skončil v hlavním závodu, celkově šampionát ukončil se 4 výhrami, 1 pole position a 9 pódii jako třetí nejlepší.

### Formule 1
V polovině roku 2014 se stal členem jezdecké akademie Ferrari, kde zůstal do konce roku 2018. V roce 2019 nastoupil do akademie Renaultu a působil jako vývojový jezdec týmu. V roce 2020 byl Čou povýšen na testovacího jezdce týmu Renault F1, později Alpine.
Zúčastnil se také virtuální série Virtual Grand Prix Series v barvách Renaultu a dokázal vyhrát v Bahrajnu. Spolu s Oscarem Piastrim a Christianem Lundgaardem v roce 2020 testoval monopost Renault R.S.18 na okruhu v Bahrajnu. Na konci roku 2020 se po boku Fernanda Alonsa zúčastnil posezónního testu v Abú Zabí pro Renault. Svůj debut v závodním víkendu Formule 1 absolvoval v barvách týmu Alpine během prvního tréninku Velké ceny Rakouska 2021 a stal se tak po Ma-Čching Huovi druhým jezdcem z Číny, který se zúčastnil závodního víkendu Formule 1.

#### Alfa Romeo/ Sauber (2022–2024)
Čou podepsal smlouvu s týmem Alfa Romeo pro sezónu 2022 a stal se týmovým kolegou Valtteriho Bottase, který do týmu přišel z Mercedesu. Stal se tak historicky prvním čínským jezdcem ve Formuli 1. V tiskové zprávě uvedl, že je „dobře připraven na obrovskou výzvu Formule 1“ a že jeho příchod do seriálu bude „průlomem v historii čínského motorsportu“. O sedačku v Alfě Romeo usilovalo více jezdců, šéf týmu Fréderic Vasseur později uvedl, že zásadní výhodou Čoua byli jeho významní čínští sponzoři. Čou si vybral závodní číslo 24 podle Kobeho Bryanta, který je jeho sportovním vzorem. Do svého prvního závodu ve vozu Alfa Romeo v Bahrajnu vystartoval z 15. pozice, do cíle ale dorazil jako desátý a při premiéře ve Formuli 1 získal jeden mistrovský bod. Čínský jezdec má s týmem Alfa Romeo smlouvu do konce sezóny 2023.

## Výsledky
| Legenda k tabulce | Legenda k tabulce                                                                       |
| Barva             | Výsledek                                                                                |
| ----------------- | --------------------------------------------------------------------------------------- |
| Zlatá             | Vítěz                                                                                   |
| Stříbrná          | 2. místo                                                                                |
| Bronzová          | 3. místo                                                                                |
| Zelená            | Bodované umístění                                                                       |
| Modrá             | Nebodované umístění                                                                     |
| Modrá             | Dokončil neklasifikován (NC)                                                            |
| Fialová           | Odstoupil (Ret)                                                                         |
| Červená           | Nekvalifikoval se (DNQ)                                                                 |
| Červená           | Nepředkvalifikoval se (DNPQ)                                                            |
| Černá             | Diskvalifikován (DSQ)                                                                   |
| Bílá              | Nestartoval (DNS)                                                                       |
| Bílá              | Závod zrušen (C)                                                                        |
| Světle modrá      | Pouze trénoval (PO)                                                                     |
| Světle modrá      | Páteční testovací jezdec (TD)                                                           |
| Bez barvy         | Netrénoval (DNP)                                                                        |
| Bez barvy         | Vyřazen (EX)                                                                            |
| Bez barvy         | Nepřijel (DNA)                                                                          |
| Bez barvy         | Odvolal účast (WD)                                                                      |
| Bez barvy         | Nezúčastnil se (prázdné)                                                                |
| Označení          | Význam                                                                                  |
| Tučnost           | Pole position                                                                           |
| Kurzíva           | Nejrychlejší kolo                                                                       |
| †                 | Jezdec nedojel do cíle, ale byl klasifikován, protože odjel více než 90 % délky závodu. |
| ‡                 | Byl udělován poloviční počet bodů, protože bylo odjeto méně než 75 % délky závodu.      |
| Horní index       | Umístění bodujících jezdců ve sprintu                                                   |

### Kompletní výsledky ve Formuli 2
| Rok  | Tým                 | 1          | 2          | 3           | 4          | 5          | 6         | 7         | 8           | 9          | 10          | 11         | 12         | 13        | 14        | 15        | 16          | 17          | 18        | 19          | 20         | 21         | 22        | 23        | 24        | PJ | Body  |
| ---- | ------------------- | ---------- | ---------- | ----------- | ---------- | ---------- | --------- | --------- | ----------- | ---------- | ----------- | ---------- | ---------- | --------- | --------- | --------- | ----------- | ----------- | --------- | ----------- | ---------- | ---------- | --------- | --------- | --------- | -- | ----- |
| 2019 | UNI-Virtuosi Racing | BHR FEA 10 | BHR SPR 4  | BAK FEA Ret | BAK SPR 10 | CAT FEA 3  | CAT SPR 4 | MON FEA 5 | MON SPR 3   | LEC FEA 4  | LEC SPR 3   | RBR FEA 6  | RBR SPR 8  | SIL FEA 3 | SIL SPR 8 | HUN FEA 9 | HUN SPR 9   | SPA FEA C   | SPA SPR C | MNZ FEA Ret | MNZ SPR 4  | SOC FEA 10 | SOC SPR 5 | YMC FEA 3 | YMC SPR 8 | 7. | 140   |
| 2020 | UNI-Virtuosi Racing | RBR FEA 17 | RBR SPR 14 | RBR FEA 3   | RBR SPR 4  | HUN FEA 10 | HUN SPR 8 | SIL FEA 2 | SIL SPR 9   | SIL FEA 9  | SIL SPR 7   | CAT FEA 3  | CAT SPR 14 | SPA FEA 7 | SPA SPR 3 | MNZ FEA 5 | MNZ SPR NC  | MUG FEA Ret | MUG SPR 5 | SOC FEA 8   | SOC SPR 1‡ | BHR FEA 14 | BHR SPR 5 | BHR FEA 2 | BHR SPR 4 | 6. | 151.5 |
| 2021 | UNI-Virtuosi Racing | BHR SP1 7  | BHR SP2 3  | BHR FEA 1   | MCO SP1 1  | MCO SP2 15 | MCO FEA 5 | BAK SP1 3 | BAK SP2 Ret | BAK FEA 13 | SIL SP1 Ret | SIL SP2 11 | SIL FEA 1  | MNZ SP1 2 | MNZ SP2 8 | MNZ FEA 2 | SOC SP1 DNS | SOC SP2 C   | SOC FEA 6 | JED SP1 17  | JED SP2 8  | JED FEA 4‡ | YMC SP1 8 | YMC SP2 1 | YMC FEA 2 | 3. | 183   |

### Kompletní výsledky ve Formuli 1
| Rok  | Tým                       | Šasi            | Motor                       | 1      | 2      | 3      | 4       | 5       | 6       | 7      | 8       | 9      | 10      | 11     | 12     | 13      | 14      | 15     | 16     | 17      | 18     | 19     | 20      | 21     | 22     | 23    | 24     | Body | Umístění  |
| ---- | ------------------------- | --------------- | --------------------------- | ------ | ------ | ------ | ------- | ------- | ------- | ------ | ------- | ------ | ------- | ------ | ------ | ------- | ------- | ------ | ------ | ------- | ------ | ------ | ------- | ------ | ------ | ----- | ------ | ---- | --------- |
| 2021 | Alpine F1 Team            | Alpine A521     | Renault E-Tech 20B 1,6 V6 t | BHR    | EMI    | POR    | ESP     | MON     | AZE     | FRA    | STY     | AUT TD | GBR     | HUN    | BEL    | NED     | ITA     | RUS    | TUR    | USA     | MXC    | SAP    | QAT     | SAU    | ABU    |       |        | —    | —         |
| 2022 | Alfa Romeo F1 Team Orlen  | Alfa Romeo C42  | Ferrari 066/7 1,6 V6 t      | BHR 10 | SAU 11 | AUS 11 | EMI 15  | MIA Ret | ESP Ret | MON 16 | AZE Ret | CAN 8  | GBR Ret | AUT 14 | FRA 16 | HUN 13  | BEL 14  | NED 16 | ITA 10 | SIN Ret | JPN 16 | USA 12 | MXC 13  | SAP 12 | ABU 12 |       |        | 6    | 18. místo |
| 2023 | Alfa Romeo F1 Team Stake  | Alfa Romeo C43  | Ferrari 066/10 1,6 V6 t     | BHR 16 | SAU 13 | AUS 9  | AZE Ret | MIA 16  | MON 13  | ESP 9  | CAN 16  | AUT 12 | GBR 15  | HUN 16 | BEL 13 | NED Ret | ITA 15  | SIN 12 | JPN 13 | QAT 9   | USA 13 | MXC 14 | SAP Ret | LVG 15 | ABU 17 |       |        | 6    | 18. místo |
| 2024 | Stake F1 Team Kick Sauber | Kick Sauber C44 | Ferrari 066/12 1,6 V6 t     | BHR 11 | SAU 18 | AUS 15 | JPN Ret | CHN 14  | MIA 14  | EMI 15 | MON 16  | CAN 15 | ESP 13  | AUT 17 | GBR 18 | HUN 19  | BEL Ret | NED 20 | ITA 18 | AZE 14  | SIN 15 | USA 19 | MXC 15  | SAP 15 | LVG 13 | QAT 8 | ABU 13 | 4    | 20. místo |